# Uniontown (Pensilvania)
Uniontown es una ciudad ubicada en el condado de Fayette en el estado estadounidense de Pensilvania. En el año 2000 tenía una población de 12,422 habitantes y una densidad poblacional de 2,355 personas por km².

## Geografía
Uniontown se encuentra ubicada en las coordenadas 39°54′0″N 79°43′28″O / 39.90000, -79.72444.

## Demografía
Según la Oficina del Censo en 2000 los ingresos medios por hogar en la localidad eran de $19,477 y los ingresos medios por familia eran $28,523. Los hombres tenían unos ingresos medios de $26,758 frente a los $20,110 para las mujeres. La renta per cápita para la localidad era de $13,720. Alrededor del 16.4% de la población estaba por debajo del umbral de pobreza.